# Afdem (woreda)
Pour l’article homonyme, voir Afdem.
Afdem est un woreda de l'est de l'Éthiopie situé dans la zone Siti de la région Somali. Ce district a 65 031 habitants en 2007. La ligne d'Addis-Abeba à Djibouti y dessert la gare de Bike qui est sa principale agglomération.
Situé dans le nord de la région Somali, le district s'étend de la région Afar à la région Oromia. Son centre administratif est la ville d'Afdem située dans le sud du district.
Le périmètre du district a évolué au cours du temps[réf. souhaitée].
| Gewane | Afdem (Afar) |           |
| Mulo   | Afdem        | Erer      |
| Mieso  | Doba         | Goro Gutu |

Le recensement national de 2007 fait état pour ce district d'une population de 65 031 habitants dont 14 % de citadins qui sont les 6 185 habitants de Bike, 1 554 habitants à  Afdem et 1 547 habitants à Alejer,.
La plupart des habitants (98 %) sont musulmans, 1 % sont orthodoxes .
En 2022, la population est estimée sur le même périmètre à 95 640 personnes avec une densité de population de près de 30 personnes par km2 pour 3 223 km2 de superficie.
Le district se réduit cependant à 2 555 km2 au début des années 2020, notamment au bénéfice de son nouveau voisin Gota Biki, tout en s'étendant vers le nord au détriment d'Erer,.